# Caiophora pedicularifolia
Caiophora pedicularifolia är en brännreveväxtart som beskrevs av Ellsworth Paine Killip. Caiophora pedicularifolia ingår i släktet Caiophora och familjen brännreveväxter. Inga underarter finns listade i Catalogue of Life.